# Río Kabak
El río Kabak (en adigué y en ruso: Кабак) o Kabán (Кабан) es un río del krai de Krasnodar, en el Cáucaso Occidental, en el sur de Rusia, afluente por la orilla izquierda del río Tu. Discurre completamente por el raión de Tuapsé. Desemboca en el mar Negro en Ólguinka.

## Curso
Nace en las vertientes meridionales del Cáucaso Occidental, en las vertientes noroccidentales del monte Lisaya, 6 km al sureste del aul Psebe. Tiene 11 km de longitud en los que discurre primero al oeste, luego al sur, y en su curso bajo predominantemente en dirección oeste, y una cuenca de 21.5 km².